# 红滩杜鹃
红滩杜鹃（学名：Rhododendron chihsinianum）为杜鹃花科杜鹃花属下的一个种。

## 扩展阅读
- 維基物種上的相關：红滩杜鹃